# برساء هندية
برساء هندية (الاسم العلمي:Persea indica) هي نوع من النباتات يتبع جنس البرساء من الفصيلة الغارية.